# John Wesley (filme)
John Wesley é um filme britânico de 1954, do gênero drama biográfico, dirigido por Norman Walker e estrelado por Leonard Sachs, Neil Heayes e Keith Pyott. Retrata a vida do pai do Metodismo, John Wesley, e sua vida.

## Elenco
- Leonard Sachs ... John Wesley

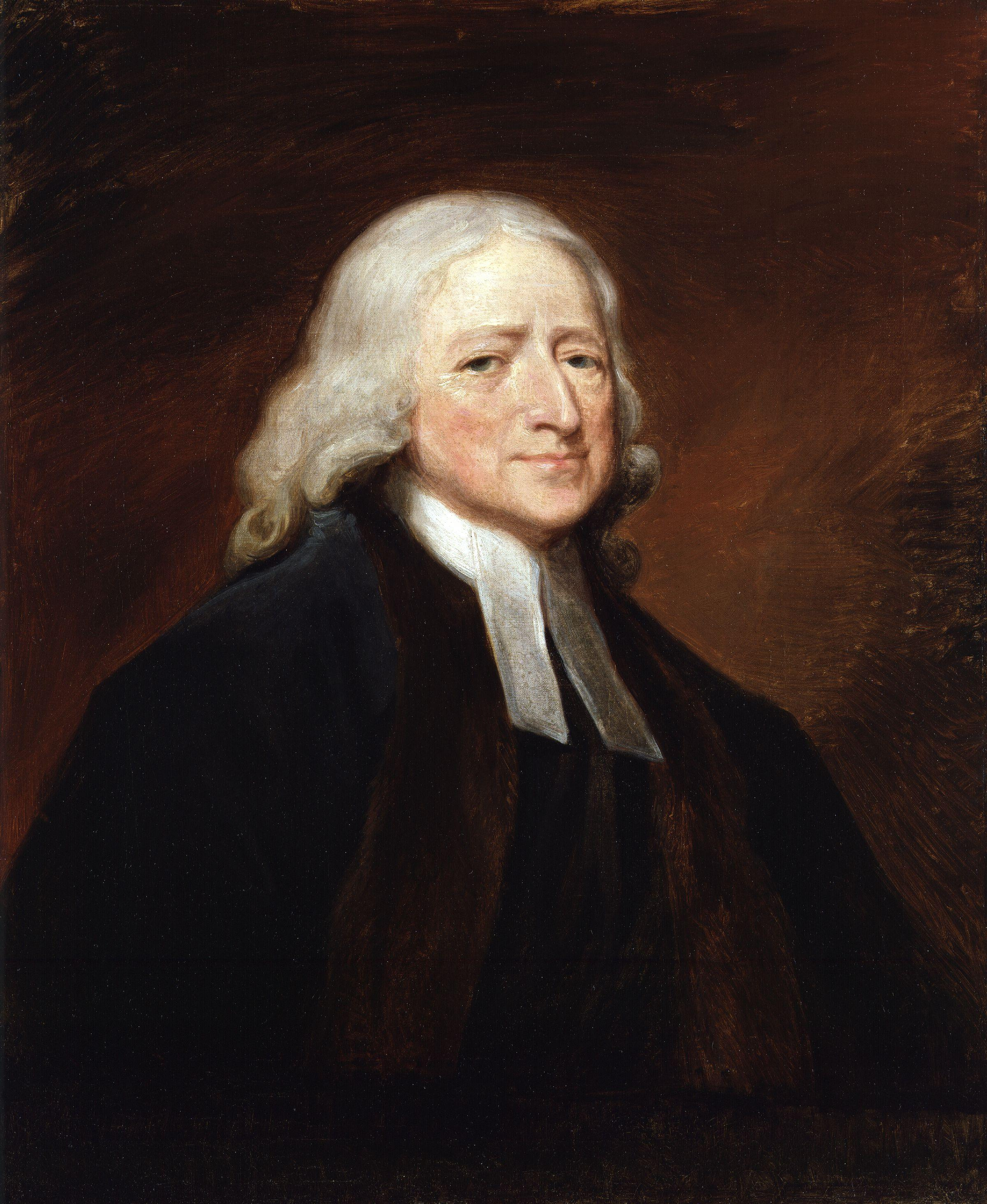
John Wesley, por George Romney (1789)

- Gerard Lohan ... Wesley como uma criança
- Neil Heayes ... Wesley como um estudante
- Keith Pyott ... Rev. Samuel Weslwy
- Curigwen Lewis ... Susannah Wesley
- John Witty ... Peter Bohler
- Derek Aylward ... Charles Wesley
- Patrick Barton ... George Whitefield
- John Slater ... Homem condenado
- Philip Leaver ... Beau Nash
- Joss Ambler ... Administrador da Geórgia
- Andrew Cruickshank ... Administrador da Geórgia
- Horace Sequiera ... Administrador da Geórgia
- Sydney Moncton ... Administrador da Geórgia
- Erik Chitty ... Administrador da Geórgia
- George Bishop ... Administrador da Geórgia
- Milton Rosmer ... Administrador da Geórgia
- Henry Hewitt ... Bispo de Bristol
- Patrick Holt ... Thomas Maxfield
- Arthur Young ... King George II
- Vincent Holman ... Beaumont, um Quaker
- Edward Jewesbury ... James Hutton
- Julien Mitchell ... Tom Dekkar
- Harry Towb ... Michael O'Rory
- Neal Arden ... William Holland
- F.B.J. Sharp ... Vicar
- Roger Maxwell ... General Holt
- Roddy Hughes ... Sr. Bligh